# Pillar Alapítvány
A Pillar Alapítvány közhasznú szervezet, amelynek célkitűzése, hogy az Európa-tudat megerősítése által összefogja, segítse és képezze az Európai Unió iránt érdeklődőket, valamint segítséget nyújtson a lakosság számára az Európai Unió nyújtotta lehetőségek megismeréséhez.
A szervezet elkötelezett az Európa-tudat meghatározó értékeinek – a demokrácia, a kulturális sokszínűség, az emberi jogok és a szolidaritás – megőrzése és közvetítése mellett.
A Pillar Alapítvány szerint ezen értékek, valamint a társadalmak közéleti és politikai témáira való nyitottság teremthetik azt a szellemi közösséget, amely az Európai Unió fejlődésének kulcsa. A nonprofit szervezet központi eleme, hogy a fenti értékeket és célkitűzéséket magukénak valló magyar és külföldi fiatalok számára közösségi és szervezeti hátteret biztosít.